# Leszek Wolski
Leszek Wolski (ur. 10 kwietnia 1953 w Szczecinie) – polski piłkarz, występował na pozycji lewego ofensywnego pomocnika. 

## Kariera
Wychowanek i były zawodnik Pogoni Szczecin; zięć innej legendy Pogoni – Mariana Kielca.
Z "Portowcami" związany był przez niemal całą swoją karierę piłkarską: od 1965 do 1987 (z przerwą w sezonie (1982/1983). W klubie przeszedł przez wszystkie szczeble rozwoju – od trampkarza młodszego, przez drużynę trampkarzy starszych (1966–1968), zespół juniorów (1968–1971) i rezerwy. W pierwszym składzie zadebiutował jeszcze jako junior 8 sierpnia 1971 w meczu z Odrą w Opolu (0-1).
Do roku 1987 w barwach Pogoni rozegrał łącznie 905 spotkań, z tego 348 meczów o mistrzostwo I i 52 o mistrzostwo II ligi (jest niepokonanym rekordzistą ilości występów w granatowo-bordowych barwach), w których zdobył 102 bramki.